# Сёренсен, Аксель (гимнаст)
Аксель Сёренсен (дат. Aksel Sørensen; 5 октября 1891, Vig, Зеландия — 15 мая 1955, Роскилле) — датский гимнаст, серебряный призёр летних Олимпийских игр 1912 года в командном первенстве по шведской системе.